# Makoto Ōoka
Makoto Ōoka (大岡 信?, Ōoka Makoto; Mishima, 16 febbraio 1931 – Mishima, 5 aprile 2017) è stato un poeta e critico letterario giapponese.
Tra i pionieri della forma poetica del renshi negli anni novanta, durante la propria vita collaborò con importanti figure quali Charles Tomlinson, James Lasdun, Joseph Stanton, Shuntarō Tanikawa e Mikirō Sasaki.

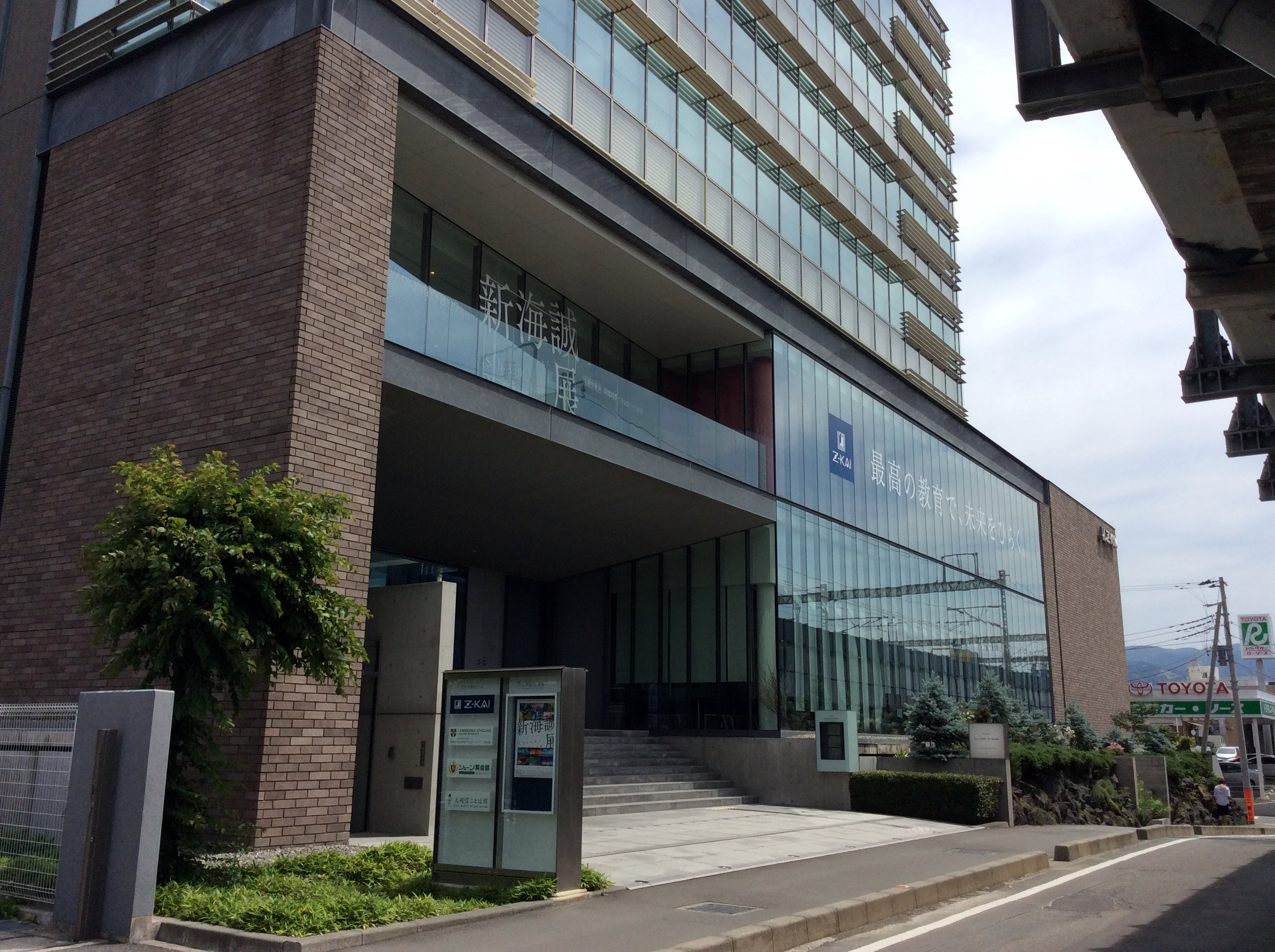
Vista del Museo Ooka Makoto Kotoba

## Biografia
Figlio di un poeta tanka, nel 1953 si laureò in letteratura presso l'Università di Tokyo. Lavorò quindi come professore e come giornalista per il periodico Yomiuri Shinbun. Nel 1956 pubblicò il suo primo poema, intotolato Kioku to genzai ("Memoria e il presente") e di successo istantaneo, che lo lanciò nel mondo della letteratura. All'età di 32 anni lasciò lo Yomiuri subito dopo aver ricevuto un incarico nella città francese di Parigi. Visto il successo come poeta, tuttavia, scelse poi di focalizzarsi unicamente sulla produzione letteraria, ispirandosi agli stili di poeti classici come Kakinomoto no Hitomaro, Fujiwara no Teika e Matsuo Bashō.
Negli anni settanta iniziò a sperimentare con il renga, stile in cui diversi partecipanti si alternano nella creazione di un singolo poema. Più tardi iniziò a collaborare anche con poeti occidentali e negli anni ottanta pubblicò varie antologie con l'aiuto di autori tedeschi, francesi e statunitensi. Al contempo, tuttavia, seppe distinguersi anche come critico letterario grazie alla pubblicazione di volumi come Nihon shiika kikō (1978; “Viaggi attraverso la poetica giapponese”).
Seguendo le basi del renga e del renku, negli anni ottanta fu uno degli ideatori della forma del renshi, che a differenza di essi non seguiva i tradizionali canoni di lunghezza, ritmo e dizione. Tale stile si sviluppò ulteriormente nel decennio seguente, grazie alla collaborazione di autori quali James Lasdun, Charles Tomlinson e Hiromi Itō.
Tra il 1979 ed il 2007 pubblicò la rubrica poetica Oriori no uta ("Poesie per ogni stagione") all'interno del quotidiano Asahi Shinbun, dove trattava sia i classici giapponesi che la poesia moderna.
Malato da tempo, è morto il 5 aprile 2017 per un'insufficienza respiratoria all'età di 86 anni, presso un ospedale di Mishima.

## Opere principali
- Kioku to genzai (1956)
- Tōji no kakei (1969)
- Ki no Tsurayuki (1971)
- Nihon shiika kikō (1978)
- Oriori no uta (1979)